# Кларк, Мэри Энн
Мэри Энн Кларк (англ. Mary Anne Clarke, урождённая Мэри Энн Томпсон (англ. Mary Anne Thompson; 3 апреля 1776 — 21 июля 1852, Париж) — британская писательница, любовница Фредерика Августа, герцога Йоркского и Олбани, хозяйка литературного салона в Париже.
В 1803 году Мэри Энн Кларк стала любовницей Фредерика Августа, герцога Йоркского и Олбани, главнокомандующего британской армии. В том же году стало известно о её скандальных продажах офицерских званий в британской армии. Герцог был вынужден подать в отставку, но затем был признан невиновным и восстановлен в должности. В 1813 году Мэри Энн Кларк была приговорена к тюремному заключению.
После освобождения проживала во Франции, где прославилась своим литературным салоном. Мэри Энн Кларк приходится бабушкой карикатуристу Джорджу Дюморье и прапрабабушкой писательнице Дафне Дюморье, написавшей о ней книгу «Мэри Энн».